# Caelostomus ambreanus
Caelostomus ambreanus là một loài bọ chân chạy thuộc phân họ Pterostichinae. Loài này được Jeannel mô tả năm 1948.
Loài này có ở Madagascar.